# Sure Know Something
Sure Know Something är en låt av det amerikanska hårdrocksbandet Kiss. Låten släpptes som singel 1979 och återfinns på bandets sjunde studioalbum Dynasty. B-sidan har låten "Dirty Livin'" med trummisen Peter Criss på sång.
"Sure Know Something" nådde tredje plats på Nederlandse Top 40.

## Låtlista
Sida A
- "Sure Know Something" (Paul Stanley, Vini Poncia) – 3:38

Sida B
- "Dirty Livin'" (Peter Criss, Stan Penridge, Vini Poncia) – 3:45

## Vinylversioner i urval
I Frankrike släpptes singeln med "Dirty Livin'" som A-sida och "Sure Know Something" som B-sida. I Mexiko släpptes "Dirty Livin'" ("Mala Vida") som genomskinlig gul maxisingel med "Christine Sixteen" ("Cristina Dieciseis") som B-sida. I Venezuela utgavs "Dirty Livin'" ("Vida Sucia") med "Sure Know Something" ("Seguro Que Se Algo") på B-sidan.

## Medverkande
- Paul Stanley – sologitarr
- Anton Fig – trummor
- Vini Poncia – bakgrundssång